# Park Young-seok
Pour les articles homonymes, voir Park.
Dans ce nom coréen, le nom de famille, Park, précède le nom personnel.
Pas d'image ? Cliquez ici
Park Young-seok (en coréen : 박영석) est un alpiniste coréen (1963-2011). 
Il est principalement connu pour être devenu en mai 2005 la première personne au monde à terminer le grand Chelem des explorateurs (Explorers Grand Slam) consistant à atteindre le pôle Nord et le pôle Sud ainsi qu'à réaliser l'ascension des Sept sommets (Everest, Aconcagua, mont McKinley, Kilimandjaro, Vinson, Puncak Jaya, Elbrouz).
Il a également réalisé l'ascension des quatorze sommets de plus de huit mille mètres sur la période 1993 - 2001, un temps remarquablement court puisque seuls trois hommes ont accompli cet exploit sur une période plus brève (Nirmal Purja, Kim Chang-ho et Jerzy Kukuczka). De plus, six de ces quatorze sommets ont été gravis par Park au cours d'une seule année.

## Ascensions
|     | Sommet          | Altitude (m) | Date              |
| --- | --------------- | ------------ | ----------------- |
| 1.  | Everest         | 8848         | 16 mai 1993       |
| 2.  | K2              | 8611         | 22 juillet 2001   |
| 3.  | Kangchenjunga   | 8586         | 12 mai 1999       |
| 4.  | Lhotse          | 8516         | 29 avril 2001     |
| 5.  | Makalu          | 8463         | 15 mai 2000       |
| 6.  | Cho Oyu         | 8188         | 27 septembre 1997 |
| 7.  | Dhaulagiri      | 8167         | 27 avril 1997     |
| 8.  | Manaslu         | 8163         | 6 décembre 1998   |
| 9.  | Nanga Parbat    | 8125         | 21 juillet 1998   |
| 10. | Annapurna       | 8091         | 4 mai 1996        |
| 11. | Gasherbrum I    | 8068         | 9 juillet 1997    |
| 12. | Broad Peak      | 8047         | 30 juillet 2000   |
| 13. | Gasherbrum II   | 8035         | 19 juillet 1997   |
| 14. | Shishapangma    | 8027         | 22 octobre 2000   |
| 15. | Aconcagua       | 6959         | 11 janvier 2002   |
| 16. | Mont McKinley   | 6195         | 2 juin 1994       |
| 17. | Kilimandjaro    | 5895         | 17 février 1997   |
| 18. | Elbrouz         | 5642         | 7 juillet 2002    |
| 19. | Massif Vinson   | 4897         | 25 novembre 2002  |
| 20. | Puncak Jaya     | 4884         | 11 mai 2002       |
| 21. | Mont Kosciuszko | 2280         | 21 septembre 2001 |
| 22. | Pôle Sud        | 2835         | 2004              |
| 23. | Pôle Nord       | 0            | 30 avril 2005     |